# Vacarisses
Vacarisses (Spanisch: Vacarises) ist eine katalanische Gemeinde in der Provinz Barcelona im Nordosten Spaniens. Sie liegt in der Comarca Vallès Occidental.

## Geographie
Die Gemeinde nimmt hauptsächlich ein bergiges Gebiet ein. Sie liegt in einer kleinen Senke (die durchschnittliche Höhe beträgt ca. 380 Meter) mit zerklüftetem Relief, die sich in den westlichen Ausläufern der Gebirgskette Prelitoral befindet.

## Bevölkerungsentwicklung
| Jahr      | 1842 | 1900 | 1930 | 1950 | 1970 | 1991 | 2001  | 2011  | 2020  |
| --------- | ---- | ---- | ---- | ---- | ---- | ---- | ----- | ----- | ----- |
| Einwohner | 792  | 815  | 512  | 405  | 413  | 863  | 3.173 | 6.240 | 6.832 |